# 山羊扁体吸虫
山羊扁体吸虫（学名：Platynosomum capranum）为双腔科扁体属的动物。在中国大陆，分布于云南昆明等地，营寄生生活，终末宿主山羊，寄生于肝脏以及胆管。该物种的模式产地在云南昆明。

## 形态描述
成虫的形态呈两端逐渐变狭窄的纺锤体。最宽部的宽度介于0．924毫米和1．296毫米之间。排泄囊呈长管状。